# Sonora Reyes
Sonora Reyes es una persona autora estadounidense de ficción para jóvenes adultos.
El debut de Reyes, Guía para lesbianas en un colegio católico, fue publicado por Balzer + Bray en mayo de 2022. La novela trata predominantemente sobre la homofobia, y sigue a una adolescente que se enamora por primera vez de otra chica que es abierta sobre su propia homosexualidad y habla en contra de los profesores homofóbicos. Entre otros honores, la novela fue finalista del Premio Nacional del Libro de Literatura Juvenil de 2022.
Su segunda novela, The Luis Ortega Survival Club, fue publicada por Balzer + Bray en 2023. La novela trata sobre chicas adolescentes que tuvieron encuentros sexuales no consentidos y su objetivo es exponer juntas al perpetrador. Reyes considera el libro como una fantasía de venganza personal.
En una entrevista de 2023 con Publishers Weekly, Reyes declaró que estaba trabajando en una novela para adultos.
Reyes es una persona inmigrante queer de segunda generación y nació y creció en Arizona. Fue a una escuela católica, lo que, según dice, inspiró sus novelas en términos de escribir catárticamente sobre lo que experimentó allí.
Reyes actualmente vive en Arizona. Es autista y usa los pronombres "they/them", equivalentes al pronombre «elle» en español.

## Premios y honores
La Biblioteca Pública de Chicago incluyó Guía para lesbianas en un colegio católico en su lista de las mejores novelas para adultos jóvenes de 2022. Al año siguiente, fue incluida en la lista de los diez mejores libros para adolescentes de la Asociación de Servicios de Bibliotecas para Adultos Jóvenes.
The Luis Ortega Survival Club es un libro del Gremio de Bibliotecas Juveniles.
| Año  | Título                                     | Premio                                                    | Resultado | Ref.          |
| ---- | ------------------------------------------ | --------------------------------------------------------- | --------- | ------------- |
| 2022 | Guía para lesbianas en un colegio católico | Premio Goodreads Choice a la ficción para adultos jóvenes | Nominado  | [ 13 ]        |
| 2022 | Guía para lesbianas en un colegio católico | Premio Nacional del Libro de Literatura Juvenil           | Finalista | [ 4 ] [ 7 ]   |
| 2023 | Guía para lesbianas en un colegio católico | Premio Literario Lambda de Literatura Juvenil             | Ganador   | [ 14 ]        |
| 2023 | Guía para lesbianas en un colegio católico | Premio Pura Belpré                                        | Honor     | [ 15 ] [ 16 ] |
| 2023 | Guía para lesbianas en un colegio católico | Premio Walter Dean Myers                                  | Honor     | [ 17 ]        |
| 2023 | Guía para lesbianas en un colegio católico | Premio William C. Morris                                  | Finalista | [ 16 ] [ 18 ] |

## Publicaciones
- The Luis Ortega Survival Club. Balzer + Bray. 2023. ISBN 978-0-06-306030-2.
- The Lesbiana's Guide to Catholic School. Balzer + Bray. 2022. ISBN 978-0-06-306023-4.